# Jeremiah N. Reynolds
Jeremiah N. Reynolds (otoño de 1799 - 25 de agosto de 1858), también conocido como JN Reynolds, fue un editor de periódicos, profesor, explorador y autor estadounidense que se convirtió en un defensor influyente de las expediciones científicas. Sus conferencias sobre la posibilidad de una Tierra hueca parecen haber influido en La narración de Arthur Gordon Pym (1838) de Edgar Allan Poe y su relato de 1839 sobre la ballena Mocha Dick, Mocha Dick: O la ballena blanca del Pacífico, influyó a Herman Melville en su obra Moby Dick (1851).

## Primeros años
Nacido en la pobreza en el condado de Cumberland, Pensilvania, se mudó a Ohio cuando era niño. En su adolescencia y principios de los 20, hizo trabajo agrícola, enseñó en la escuela, ahorró su dinero y asistió a la Universidad de Ohio en Athens, Ohio, durante tres años. Luego editó el periódico Spectator en Wilmington, Ohio, pero lo vendió alrededor de 1823.
Al año siguiente, Reynolds comenzó una gira de conferencias con John Cleves Symmes Jr.. Reynolds se había convertido a la teoría de Symmes de que la tierra es hueca. La idea de Symmes fue aceptada como posible por algunos científicos respetados de la época. Los dos presentaron charlas sobre el tema. Cuando Symmes murió, Reynolds continuó sus conferencias, que fueron impartidas en ciudades del este de los Estados Unidos (con un coste de 50 centavos por admisión).
Con el tiempo, Reynolds estuvo dispuesto a aceptar la posibilidad de que la teoría estaba equivocada. En Filadelfia, Reynolds y Symmes se separaron.

## Aventuras
Al obtener el apoyo de los miembros del gabinete del presidente John Quincy Adams y hablar ante el Congreso, Reynolds logró completar una expedición nacional al Polo Sur. Sin embargo, Andrew Jackson se opuso al proyecto, y después de que llegó a la presidencia, fue impedido su financiamiento.
Reynolds obtuvo el apoyo de fuentes privadas y la expedición zarpó de la ciudad de Nueva York en 1829. Al encontrar mucho peligro, la expedición llegó a la costa antártica y regresó al norte, pero en Valparaíso, Chile, la tripulación se amotinó. Pusieron a Reynolds y al artista John Frampton Watson en la costa, donde fueron abandonados durante los próximos dos años.
En 1832 llegó la fragata USS Potomac (1822), bajo el mando del comodoro John Downes. El barco había sido comisionado a la costa de Sumatra para vengar un ataque contra un barco estadounidense, Friendship, de Salem, Massachusetts, y regresaba a casa en lo que se convirtió en una circunnavegación del mundo. Reynolds se unió a Downes como su secretario privado para el viaje y escribió un libro sobre la experiencia.

## Vida posterior
De vuelta en la ciudad de Nueva York, Reynolds estudió leyes y se convirtió en un exitoso abogado. En 1848 organizó una sociedad anónima en la ciudad de Nueva York para una operación minera en Nuevo México.
Reynolds se perdió la oportunidad de unirse a la expedición de exploración de Estados Unidos de 1838–1842, a pesar de que esa aventura fue el resultado de su agitación. Él no participó porque había ofendido a muchos en su llamado para tal viaje.
Su salud se deterioró y el 25 de agosto de 1858, a la edad de 59 años, murió repentinamente mientras visitaba los manantiales de St. Catharines, Canadá.

## Influencia

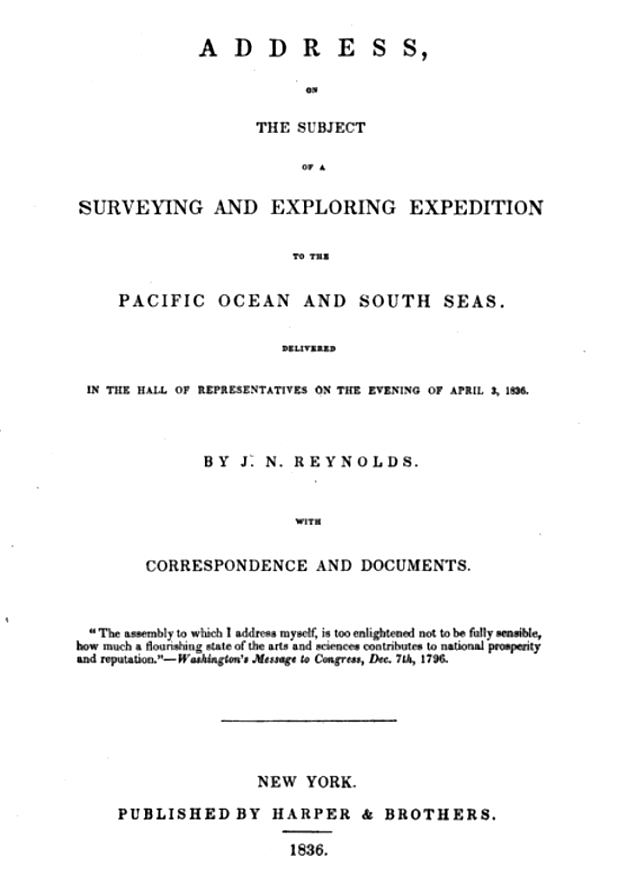
Edgar Allan Poe fue influenciado por "Discurso sobre el tema de una expedición de prospección y exploración al océano Pacífico y los mares del sur" (1836).

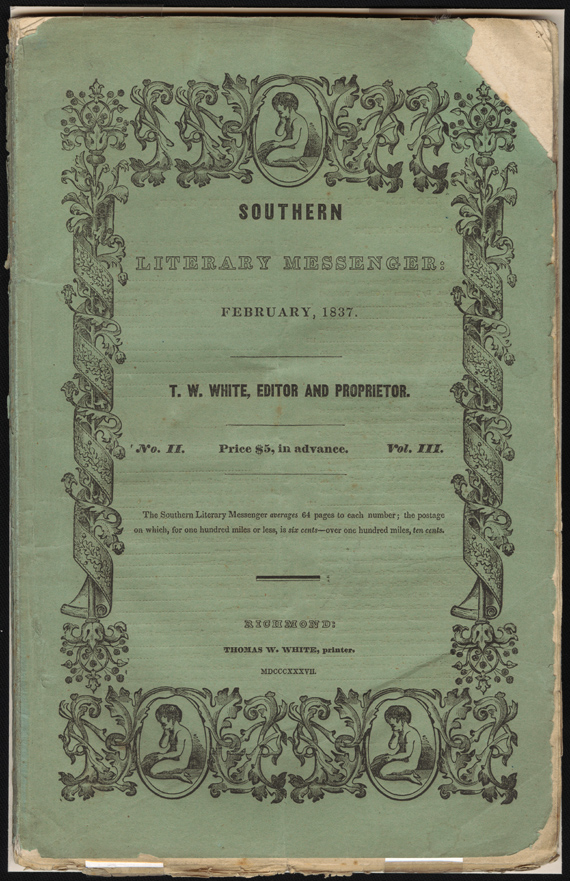
El Southern Literary Messenger, febrero de 1837, que contiene la segunda entrega de La narración de Arthur Gordon Pym.

En la edición de enero de 1837 del Southern Literary Messenger, Edgar Allan Poe revisó el discurso de Reynolds, sobre el tema de una expedición de reconocimiento y exploración al océano Pacífico y los mares del Sur (Nueva York, 1836), entregado por primera vez a la Cámara de Representantes el 2 de abril de 1836.
"Poe usó unas setecientas palabras del discurso de Reynolds en las mil quinientas palabras del capítulo XVI de La narrativa de Arthur Gordon Pym", escribió Daniel Tynan, del Colorado College, en un artículo sobre el texto de Poe, agregando una sinopsis de "secciones del capítulo IV del viaje de Reynolds y el capítulo XIV de Pym, indican hasta qué punto Poe tomó prestado del libro de Reynolds para sus propios fines".
La suposición de Tynan, sin embargo, de que el "Sr. Reynolds" fue elogiado por Poe (en realidad no en enero de 1837 en el SLM sino en septiembre de 1843 en la Graham's Magazine, Vol. XXIV No. 3) como "el principal motor de esta importante empresa", la expedición de exploración de Estados Unidos, puede identificarse con Jeremiah N. Reynolds parece más que dudoso.
The Knickerbocker de mayo de 1839 publicó "Mocha Dick: O la ballena blanca del Pacífico", relato de Reynolds sobre Mocha Dick, un cachalote blanco de Chile que acosó a una generación de balleneros durante treinta años antes de sucumbir a uno.
La novela Nuestra plaga, una película de Nueva York (1993) de James Chapman incluye escenas de Reynolds como personaje, abriéndose paso en círculos científicos y dando una conferencia en Nueva York. Reynolds también aparece en El Mapa del cielo de Félix J. Palma.